# 지로카스터르주

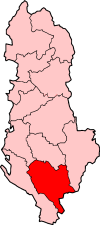
지로카스터르 주의 위치

지로카스터르주(알바니아어: Qarku i Gjirokastrës)는 알바니아 남부에 위치한 주로 주도는 지로카스터르이며 면적은 2,883km2, 인구는 114,293명(2001년 기준)이다. 남동쪽으로는 그리스와 국경을 접하고 있고 북쪽으로는 베라트 주, 동쪽으로는 코르처 주, 서쪽으로는 블로러 주, 북서쪽으로는 피에르주와 접한다. 3개 현(지로카스터르현, 퍼르메트현, 테펠레너현)을 관할한다.

## 인구
| 연도  | 인구    | ±%     |
| ----- | ------- | ------ |
| 1960  | 96,805  | —      |
| 1969  | 115,414 | +19.2% |
| 1979  | 134,137 | +16.2% |
| 1989  | 155,998 | +16.3% |
| 2001  | 112,831 | −27.7% |
| 2011  | 72,176  | −36.0% |
| 2023  | 60,013  | −16.9% |
| 출처: |         |        |